# Jaap van der Wiel
Jaap van der Wiel (28 oktober 1960 – 11 mei 2012) was een Nederlands profvoetballer. Hij kwam voor DS'79 uit in de Eredivisie.
Van der Wiel speelde vanaf 1984 vijf seizoenen voor DS'79 (de voorloper van FC Dordrecht) en promoveerde met deze club naar de Eredivisie in 1986/87. Hij zou twee seizoenen op het hoogste niveau spelen en maakte in totaal 7 doelpunten in 21 wedstrijden. In de jaren negentig werd hij trainer van diverse verenigingen in de omgeving van Dordrecht. In het seizoen 2012/13 zou hij het eerste team van ODS trainen, ware het niet dat hij tijdens een wedstrijd van oud-spelers van FC Dordrecht overleed aan een hartstilstand.